# Hải âu cổ rụt mào lông
Hải âu cổ rụt mào lông, tên khoa học Fratercula cirrhata, là một loài chim trong họ Alcidae. Loài này được tìm thấy khắp Bắc Thái Bình Dương.

## Miêu tả

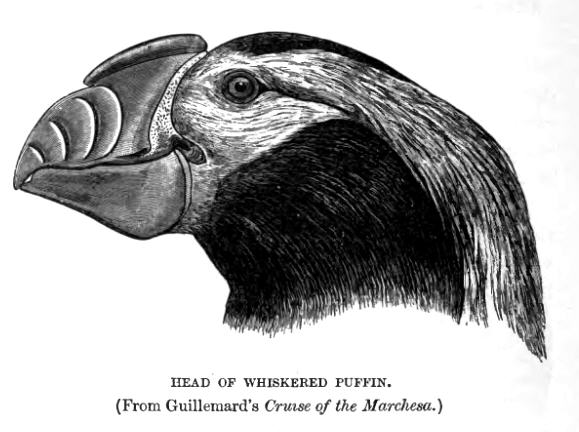
Bức họa năm 1895 của con trưởng thành

Fratercula cirrhata dài khoảng 35 cm với sải cánh tương đương chiều dài, và khối lượng của nó khoảng 0,75 kg. Nhóm cá thể phía tây Thái Bình Dương lớn hơn nhóm phía đông một chút, và con trống hơi lớn hơn con mái.

## Phân bố và môi trường sống
Loài chim này tạo đàn dày đặc trong suốt mùa sinh sản mùa hè từ British Columbia, khắp đông nam Alaska và quần đảo Aleutia, Kamchatka, quần đảo Kuril và khắp biển Okhotsk. Trong khi họ chia sẻ một số môi trường sống với hải âu mỏ sáng Horned (F. corniculata), phạm vi của loài hải âu này thường về phía đông hơn. Chúng làm tổ với số lượng nhỏ như xa về phía nam quần đảo Channel phía bắc, ngoài khơi miền nam California. Tuy nhiên, xác nhận cuối cùng nhìn thấy ở quần đảo Channel xảy ra vào năm 1997.
Loài chim này thường chọn các hòn đảo hoặc vách đá tương đối không thể tiếp cận đối với các động vật ăn thịt, gần vùng nước sinh sản, và đủ cao để chúng có thể cất cánh thành công. Môi trường sinh sống lý tưởng môi trường là các đất nềndốc, nhưng tương đối mềm và cỏ cho việc tạo ra các hang.
Trong mùa ăn mùa đông, chúng dành nhiều thời gian của họ gần chỉ ở trên biển, mở rộng phạm vi của chúng trong suốt Bắc Thái Bình Dương và phía nam Nhật Bản và California.